# 第2届上海电视节白玉兰奖
第二届上海电视节于1988年10月22-29日在上海举行。此届电视节首次开展了“白玉兰奖”国际电视节目评选活动，这是中国第一个国际性电视节目评奖。世界25个国家和地区的制片单位选送了130部节目，参加“最佳故事片”、“最佳纪录片”、“最佳男主角”、“最佳女主角”4个奖项的角逐。

## 得奖名单

### 最佳电影电视剧
- 《监护》（ ）

### 最佳纪录片
- 《五平太流转》（ 日本）

### 最佳男主角
- 克里斯托弗·沃肯《战区目击者》

### 最佳女主角
- 安盖丽娜·斯捷潘诺娃《请记住我》

### 上海城市奖

#### 故事片
- 《来自北国的恋情》（ 日本）
- 《十八岁的男子汉》( 中国)
- 《法律》( 美国)

#### 纪录片
- 《摩梭人》( 中国)
- 《小鸭子的故事》（ 日本）
- 《自行车王国》( 中国)